# David Boudia
David Alasdair Boudia (* 24. April 1989 in Abilene) ist ein US-amerikanischer Wasserspringer. Er startet im 10-m-Turm- und Synchronspringen. Sein Synchronpartner ist Thomas Finchum, seit 2011 springt er auch mit Nick McCrory.
Boudia, der früher unter Höhenangst litt, nahm an den Olympischen Spielen 2008 in Peking teil, im Turmspringen wurde er Zehnter und im Synchronspringen mit Finchum Fünfter.
Boudia gewann bislang zwei Medaillen bei Schwimmweltmeisterschaften, jeweils im 10-m-Synchronspringen zusammen mit Finchum. 2007 in Melbourne gewann das Duo Bronze und 2009 in Rom Silber. 2011 in Shanghai wurde er mit McCrory Fünfter, im Einzel vom Turm errang er schließlich auch seine erste internationale Einzelmedaille. Er gewann hinter Qiu Bo und vor Sascha Klein die Silbermedaille. Bei den Panamerikanischen Spielen 2007 in Rio de Janeiro gewann das Duo Boudia/Finchum die Goldmedaille. 2012 errang er bei den Olympischen Spielen in London die Goldmedaille vor dem Chinesen Qiu Bo und Tom Daley aus Großbritannien. Hierbei erreichte er in einem hochklassigen Finale insgesamt 568,65 Punkte. Boudia war der erste US-amerikanische Olympiasieger vom Turm seit dem Erfolg von Greg Louganis im Jahr 1988 in Seoul. Gemeinsam mit Nick McCrory gewann er außerdem Bronze im Synchronspringen.
Boudia ist mehrfacher US-amerikanischer Meister. 2010 wurde er vom US-Verband zum Wasserspringer des Jahres gewählt.